# 65.º Prêmio APCA
O 65.º Prêmio APCA é um evento organizado pela Associação Paulista de Críticos de Arte (APCA) com o propósito de premiar os melhores de 2020 nas seguintes áreas: Arquitetura, artes visuais, cinema, dança, literatura, música popular, rádio, teatro, teatro infantojuvenil e televisão.[carece de fontes?]
A escolha dos vencedores é feita tradicionalmente no mês de dezembro durante a assembleia da APCA na sede do Sindicato de Jornalistas Profissionais do Estado de São Paulo. Este ano, contudo, devido à pandemia de COVID-19, foi realizada excepcionalmente uma assembleia virtual em 18 de janeiro de 2021, após a qual os vencedores foram divulgados. Ainda por conta da pandemia, algumas áreas tiveram menos do que as sete categorias que geralmente são premiadas, com algumas inclusive tendo a escolha de categorias totalmente diferentes das que ocorriam nos últimos anos (algo previsto pelo regulamento do Prêmio, pois as categorias podem sofrer alterações a cada ano de acordo com a percepção dos críticos sobre o que seria mais pertinente em cada período). Cada crítico membro da APCA presente votou exclusivamente dentro de sua área de atuação. Também há a exigência de que um mínimo de três críticos de cada área estejam presentes à votação, o que pode fazer com que não ocorra premiação para determinadas categorias em alguns anos por falta de quórum.
A data da cerimônia de entrega do Prêmio APCA, prevista para o primeiro trimestre de 2021, ainda será definida.

## Vencedores

### Arquitetura
| Categoria                 | Vencedor                                       |
| ------------------------- | ---------------------------------------------- |
| Obra de arquitetura       | Estação Antártica Comandante Ferraz Estúdio 41 |
| Fronteiras da arquitetura | Marcha a ré Nuno Ramos e Teatro da Vertigem    |
| Urbanidade                | Padre Júlio Lancellotti                        |

Votaram: Abilio Guerra, Fernando Serapião, Francesco Perrotta-Bosch, Gabriel Kogan, Guilherme Wisnik, Luiz Recaman, Maria Isabel Villac, Mônica Junqueira de Camargo, Nadia Somekh, Renato Anelli

### Artes visuais
| Categoria               | Vencedor |
| ----------------------- | --- |
| Exposição internacional | Egito Antigo CCBB                                                                                               |
| Atividade cultural      | IAC - Instituto de Arte Contemporânea que, ao comemorar 20 anos de excepcional atuação, inaugurou sua nova sede |
| Arte/Tecnologia         | MIS Experience com a mostra Leonardo Da Vinci - 500 Anos de um Gênio                                            |

Votaram: Antonio Zago, Bob Sousa, Dalva Abrantes, José Henrique Fabre Rolim, João J. Spinelli, Silvia Balady e Ricardo Nicola

### Cinema
| Categoria      | Vencedor                                       |
| -------------- | ---------------------------------------------- |
| Longa-metragem | M8 - Quando a Morte Socorre a Vida Jeferson De |
| Longa-metragem | Sertânia Geraldo Sarno                         |
| Média-metragem | Sete Dias em Maio Affonso Uchoa                |

Votaram: Flávia Guerra, Orlando Margarido e Walter Cezar Addeo

### Dança
| Categoria                | Vencedor |
| ------------------------ | --- |
| Criação                  | Silêncio vídeo performance de Eduardo Fukushima e Sérgio Roizenblit |
| Difusão                  | Programação de Dança do FarOFFa - Circuito Paralelo de Artes de São Paulo, e do FarOFFa no sofá |
| Ação de formação         | Ayodele Balé escola de formação em danças preferencialmente para pessoas negras e as não negras de baixa renda |
| Ação de sustentabilidade | Senadora Benedita da Silva e deputada federal Jandira Feghali, pelo trabalho em prol da elaboração, votação e regulamentação da Lei Aldir Blanc, garantindo condições emergenciais de sustentabilidade para a cadeia produtiva da dança |
| Prêmio especial          | 80 Anos da EDASP - Escola de Dança de São Paulo |

Votaram: Cássia Navas, Henrique Rochelle, Iara Biderman e Yaskara Manzini

### Literatura
| Categoria                                    | Vencedor |
| -------------------------------------------- | --- |
| Trabalho editorial                           | Gita Guinsburg, pelas realizações à frente da Editora Perspectiva - refletindo a resistência de todas as editoras no contexto da pandemia                                              |
| Difusão de literatura brasileira             | Bel Santos Mayer, pela propagação de literatura brasileira contemporânea - e mediação de leituras - durante a pandemia, valendo-se de meios aplicados a propostas de isolamento social |
| Difusão de literatura brasileira no exterior | Nara Vidal, pela revista digital Capitolina Books, que difunde literatura brasileira - on-line, bilíngue (português/inglês) e gratuita - no exterior                                   |

Votaram: Amilton Pinheiro, Felipe Franco Munhoz, Gabriel Kwak e Ubiratan Brasil

### Música popular
| Categoria         | Vencedor                      |
| ----------------- | ----------------------------- |
| Artista           | Teresa Cristina               |
| Artista revelação | Jup do Bairro Corpo sem Juízo |
| Melhor live       | Caetano Veloso                |
| Melhor disco      | Rastilho Kiko Dinucci         |

Votaram: Adriana de Barros, Alexandre Matias, José Norberto Flesch, Marcelo Costa, Pedro Antunes e Roberta Martinelli

### Rádio
| Categoria            | Vencedor |
| -------------------- | --- |
| Valorização do rádio | Luiz Fernando Magliocca, que esteve ligado a momentos importantes do rádio, desde os anos 70                                                                                                 |
| Profissional do ano  | José Eduardo Piedade Catalano, mais antigo radialista profissional na ativa, que comemorou 72 anos de trabalho, na apresentação de programas na Rádio Difusora de Santa Cruz do Rio Pardo/SP |
| Podcast              | Atenção, silêncio no ar Criação, produção e apresentação do radialista César Rosa. Em pauta, a história do rádio FM paulistano                                                               |

Votaram: Fausto Silva Neto, Marcelo Abud, Marco Antônio Ribeiro e Maria Fernanda Teixeira

### Teatro
| Categoria          | Vencedor |
| ------------------ | --- |
| Espetáculo         | Bertoleza Direção e adaptação: Anderson Claudir; Texto final: Anderson Claudir e Le Ticia Conde                                  |
| Espetáculo virtual | Peça com concepção e atuação Marat Descartes e direção de Janaina Leite                                                          |
| Prêmio especial    | Série Cena inquieta em 26 episódios dirigida por Toni Venturi com curadoria de Silvana Garcia sobre teatros de grupo brasileiros |

Votaram: Celso Curi, Edgar Olimpio de Souza, Evaristo Martins de Azevedo, José Cetra Filho, Kyra Piscitelli, Maria Eugênia de Menezes, Miguel Arcanjo Prado e Vinício Angelici

### Teatro infantojuvenil
| Categoria | Vencedor |
| --- | --- |
| Prêmio especial da quarentena 2020 por levar ao meio digital, de forma criativa e dinâmica, duas séries lúdicas com interação online de crianças                                                                                       | Grupo Esparrama Diz aí? e Vamos brincar? |
| Prêmio especial da quarentena 2020 por levar ao meio digital, de forma interativa, com atuação online do próprio público, uma aventura policial voltada para o público jovem                                                           | Caso Cabaré Privê texto e direção de Pedro Granato, com a Cia. Pequeno Ato                                                                                   |
| Prêmio especial da quarentena 2020 por levar ao meio digital, no formato pré-gravado, três espetáculos recentes de seu repertório, completamente reescritos e reeditados, levando em conta as especificidades da linguagem audiovisual | Trilogia Olho Mágico, da Cia. Delas, com direção de Thaís Medeiros (Ep. 1 - Caroline Lucretia Herschel / Ep. 2 - Maria Sibylla Merian / Ep. 3 - Mary Anning) |

Votaram: Beatriz Rosenberg, Dib Carneiro Neto, Gabriela Romeu e Mônica Rodrigues da Costa

### Televisão
| Categoria       | Vencedor                                                   |
| --------------- | ---------------------------------------------------------- |
| Atriz           | Camila Morgado Bom Dia, Verônica / Zola Filmes e Netflix   |
| Atriz           | Tatiana Tiburcio Especial Falas Negras / TV Globo          |
| Ator            | Eduardo Moscovis Bom Dia, Verônica / Zola Filmes e Netflix |
| Dramaturgia     | Bom Dia, Verônica Zola Filmes e Netflix                    |
| Programa        | Conversa com Bial TV Globo                                 |
| Humor           | Marcelo Adnet Sinta-se em Casa / Globoplay                 |
| Destaque do ano | CNN Brasil                                                 |

Votaram: Edianez Parente, Fabio Maksymczuk, Leão Lobo, Neuber Fischer, Paulo Gustavo Pereira e Tony Goes